# Leonardo Tambussi
Leonardo Gabriel Tambussi es un exfutbolista argentino que se desempeñaba como defensor central en Club Atlético San Isidro. Es hermano mayor del también exfutbolista de Racing de Avellaneda, Guillermo Tambussi.

## Carrera

### Inicios y debut en Racing Club
Se afianzó como zaguero central recién al siguiente torneo, donde dejó su huella en un empate ante Estudiantes: apenas comenzado el encuentro, Tito Pompei envió un pelotazo que dejó pasar Claudio Úbeda y le quedó a Leo, quien estando solo no rechazó, dudó y le terminó cometiendo un penal infantil a Ernesto Farías. El reloj indicaba apenas 1 minuto de juego cuando el mismo Tecla convirtió el gol.
Comenzó el Clausura 2001 como titular y referente del fondo, ya que contaba con toda la confianza del recién asumido Mostaza Merlo. Sin embargo, fue separado del plantel tras la octava fecha luego de que su representante, Isidoro Giménez, le aconsejara no firmar su primer contrato y quedarse con el pase en su poder. Este hecho fue el comienzo del fin de su promisoria carrera. La situación finalmente se resolvió a favor del club por el convenio colectivo de trabajo, que dictaba que un juvenil debía aceptar automáticamente el 60 % del contrato mejor pago del plantel. A todo esto, Leo Tambussi se había perdido lo mejor que le podía pasar a cualquier joven futbolista argentino por aquel año: integrar la lista de la Selección Sub-20 que ganó el Mundial de la categoría en nuestro país y, por sobre todo, aparecer en la histórica foto del Racing campeón del Torneo Apertura 2001 dejando atrás una racha de 35 años sin títulos. 
Regresó al plantel en enero de 2002, donde recibió, además de la indiferencia de sus compañeros, un intimidante “Bienvenido, traidor” de parte de Jaimito, el capo de la barra brava académica, en el Clausura solo jugó en la última jornada y debido a los constantes abucheos fue reemplazado en el entretiempo. Aunque en el Apertura 2003 siguiente disputó 2 partidos como titular.

### Arsenal
Pasó seis meses a préstamo a Arsenal, donde por rotura de ligamentos ni siquiera debutó.

### Racing (2.º paso)
Luego regresó a Racing al bajo la dirección técnica del Pato Fillol tuvo un breve regreso al primer equipo durante el Clausura 2004 y arrancó como titular el Apertura de ese mismo año, pero salió del equipo tras la 5° fecha cuando tuvo desplazamiento de clavícula tras chocar con Maxi López. La última vez que se lo vio en Primera División fue en el Clausura 2005, donde totalizó 31 minutos. Un hecho curioso es que jugó 2 partidos con su hermano, Guillermo Tambussi, contra Arsenal de Sarandí y Argentinos Juniors (en el cual su hermano debutaba en las redes) y compartió plantel hasta que los 2 emigraron.

### Dorados de Sinaloa y Dorados de Tijuana
A mediados de 2005, cuando ya nadie quería hacerle firmar ningún contrato, Tambussi por fin consiguió el tan postergado sueño del pase propio. Y ahí, siendo el dueño de su destino, primero logró un préstamo semestral en Dorados de Sinaloa y luego otro, también semestral, en Dorados de Tijuana, equipos que obviamente no le compraron el pase ni prolongaron la cesión.

### Boavista y Portimonense
El defensor luego cruzó el océano para llegar a Portugal meter 4 partidos en 2 años con la camiseta del Boavista y luego 13 partidos en doce meses con la remera del Portimonense de Segunda División de aquel país.

### Desamparados
A mediados de 2009, Leo Tambussi regresó al país para darle un salto de calidad a la defensa de Desamparados de San Juan del Argentino A, pero de nuevo las lesiones no dejaron que el central pueda jugar demasiado y se le decidió rescindir el contrato al finalizar la primera rueda en común acuerdo con el club.

### Alvarado
En enero de 2010 volvió a su ciudad natal y se unió a Alvarado, donde además de a Junior Ischia, Gabriel Christovao, Celso Esquivel, Roberto Cornejo y Gastón Ervitti, conoció el sabor de la vuelta olímpica al derrotar a Deportivo Roca en la final del Argentino B 2011/2012.

## Clubes

### Profesionalmente
| Club               | Partidos | Goles |
| ------------------ | -------- | ----- |
| Racing             | 49       | 0     |
| Arsenal            | 0        | 0     |
| Dorados de Sinaloa | 6        | 0     |
| Dorados de Tijuana | 13       | 0     |
| Boavista           | 4        | 0     |
| Portimonense       | 13       | 0     |
| Desamparados       | 15       | 0     |
| Alvarado           | 55       | 1     |
| Total              | 155      | 1     |

### Amateur
| Club             | Partidos | Goles |
| ---------------- | -------- | ----- |
| América de Pirán | 28       | 0     |
| San Isidro       | 5        | 1     |
| Total            | 33       | 1     |

## Palmarés
| Título             | Club     | País      | Año       |
| ------------------ | -------- | --------- | --------- |
| Primera División   | Racing   | Argentina | A-2001    |
| Torneo Argentino B | Alvarado | Argentina | 2011/2012 |